# SERE
För andra betydelser, se Sere (olika betydelser).
SERE, förkortning för Survival, Evasion, Resistance och Extraction, är ett utbildningskoncept för militär överlevnad. Konceptet omfattar Överlevnadsteknik (S), Dold flykt (E), Motstånd (R) samt Undsättning (E). I Sverige utbildas i tre steg benämnda SERE A, SERE B och SERE C, utbildningen leds centralt av Försvarsmaktens överlevnadsskola.